# Белорусский литературный союз «Полоцкая ветвь»
Белорусский литературный союз «Полоцкая ветвь» (сокращённо — Беллитсоюз «Полоцкая ветвь») — республиканский добровольный профессиональный творческий союз литераторов Республики Беларусь, а также писателей иных государств, относящих себя к термину белорусская литература и (или) разделяющих цели и задачи данной организации. Предметом деятельности Беллитсоюза «Полоцкая ветвь» является художественная литература. Основными целями Беллитсоюза «Полоцкая ветвь» является развитие и обогащение отечественной литературы, пропаганда творчества своих членов, выявление и объединение живущих в республике литературно одарённых личностей, совершенствование их профессионального мастерства.

## История
Белорусский литературный союз «Полоцкая ветвь» был образован 18 ноября 1994 года в городе Полоцке на I(Учредительном) съезде на базе Полоцкого литературного объединения «Полоцкая ветвь», Минского литературного объединения «Полоцкая ветвь», а также литературно-музыкального клуба «Ковчег» из города Борисова Минской области, литературной группы «Берестье» из Бреста и авторов из Витебска, Гомеля, Гродно. После некоторых проволочек Беллитсоюз «Полоцкая ветвь» был зарегистрирован 22 февраля 1995 года Министерством юстиции Республики Беларусь. Инициатором создания стал председатель Минского литобъединения «Полоцкая ветвь» Олег Зайцев, писатель, литературный критик, литературовед. В состав учредителей новой организации вошли 25 авторов. Председателем Беллитсоюза «Полоцкая ветвь» стал Раткевич Александр, писатель, литературный критик, литературовед из города Полоцка. Он руководил организацией три срока (1994—1999, 1999—2004, 2004—2009 годы). На Четвёртом съезде в ноябре 2009 года председателем был избран Зайцев Олег.
В 1996 году Белорусский литературный союз «Полоцкая ветвь» учредил республиканскую специализированную газету «Вестник культуры» (1996—2011). А в 2004 году Белорусский литературный союз «Полоцкая ветвь» основал республиканский литературно-публицистический «журнал Западная Двина».
Для выпуска газеты и журнала, а также издания художественной литературы авторов Белорусский литературный союз «Полоцкая ветвь» в разные годы основал три некоммерческие организации, в том числе Культурно-просветительское учреждение «Литературный свет» (2008). В «2006 году газета Вестник культуры» подверглась дискриминации со стороны официальной сети распространения СМИ, что вынудило её учредителей отказаться от сотрудничества с РУП «Белсоюзпечать».
С 2001 по 2009 годы, с интервалом один раз в два года, под эгидой Белорусского литературного союза «Полоцкая ветвь» и при содействии Отдела культуры Полоцкого горисполкома четыре раза в Полоцке и один раз в Минске проводился Межрегиональный литературно-сценический конкурс «Поэт-Артист». В состязании в общей сложности приняли участие несколько десятков авторов из разных областей Беларуси, а также из России (Великие Луки, Андреаполь). Победителями конкурса в разные годы становились полоцкая поэтесса Надежда Ермак 2001 год, новополоцкий поэт Андрей Шуханков 2003 год, бобруйский поэт Михаил Ворожцов 2005 год, бобруйский поэт Александр Русаков 2007 год, могилёвская поэтесса Ольга Гардей 2009 год.
Часть членов Белорусского литературного союза «Полоцкая ветвь» является сторонниками литературного направления «катарсизм». В 2000 году вышел первый том литературно-теоретического альманаха с одноимённым названием (редактор и составитель Александр Раткевич). В Полоцке в 2000 и 2001 годах было проведено две конференции, посвящённых осмыслению и изучению данного направления.
В настоящее время Белорусский литературный союз «Полоцкая ветвь» насчитывает более 130 авторов, объединённых 15 региональными отделениями (Минск, Брест, Витебск, Гомель, Могилёв, Бобруйск, Полоцк, Борисов, Мозырь, Речица, Орша, Новополоцк, Пинск, Молодечно, Москва (ассоциированное)). А всего за восемнадцать лет деятельности (с 1994 по 2012 годы) в рядах Беллитсоюза «Полоцкая ветвь» побывало свыше 300 поэтов, прозаиков, драматургов…
Белорусский литературный союз «Полоцкая ветвь» с марта 2009 года является коллективным членом Международного сообщества писательских союзов (бывший Союз писателей СССР) и с апреля 2009 года — коллективным членом Международной федерации русскоязычных писателей (МФРП). Творческие партнёры — Союз писателей России, Межрегиональный союз писателей Украины, Южнорусский Союз Писателей, Конгресс литераторов Украины, Российский союз профессиональных литераторов.
В январе-феврале 2010 года Белорусский литературный союз «Полоцкая ветвь» подвергся репрессиям со стороны государственных чиновников. В результате гонений ряды организации покинули более 10 авторов. Ещё столько же, сначала выйдя из организации, впоследствии вернулись в неё.
Белорусский литературный союз «Полоцкая ветвь» — соорганизатор Международного фестиваля литературы и культуры «Славянские традиции», а три члена его руководящего органа — Зайцев Олег, Раткевич Александр, Курейчик Андрей — входят в состав жюри данного мероприятия.
В 2011 году Беллитсоюз «Полоцкая ветвь» основал международную литературную Премию имени Симеона Полоцкого, лауреатам которой вручается соответствующая медаль, удостоверение и диплом за лучшую книгу или большой вклад в развитие литературного процесса. В жюри премии 2011 года работали такие известные в республике и за её пределами деятели науки и культуры, как профессора А. А. Гугнин, В. А. Салеев, драматург и киносценарист А. В. Курейчик.
Лауреатами премии 2011 года стали писатель Зайцев О. Н. за книгу поэзии «Координаты смысла» и прозаик Шнитко М. Ф. за книгу рассказов «А ещё был случай…». В 2012 году премии им. С. Полоцкого был удостоен известный российский поэт Владимир Костров.

## Достижения
За 17 лет деятельности Белорусского литературного союза «Полоцкая ветвь» его структурными подразделениями и авторами организован ряд авторских вечеров, встреч и поэзоконцертов, презентаций книг и коллективных сборников, празднований литературных дат в различных регионах Республики Беларусь.

Выпущено 15 номеров литературно-публицистического журнала «Западная Двина» и 60 номеров специализированной газеты «Вестник культуры». Беллитсоюзом «Полоцкая ветвь», его региональными отделениями, членами организации выпущено свыше 180 авторских книг и коллективных сборников поэзии, художественной прозы, драматургии, сатиры и юмора, литература для детей, художественного перевода, литературной критики и литературоведения. Так, в 2004 году Санкт-Петербургским издательством «Логос» выпущена антология поэтов Полотчины «Полоцкий альбом. Стихи поэтов Полотчины», куда вошло творчество 29 авторов, проживавших и проживающих в данном городе. А в 2010 году из печати вышла антология «Белорусский литературный союз „Полоцкая ветвь“: 1994—2009 годы», включающая фотографии, биографии, библиографии и творчество 104 авторов данной организации.
Активом Беллитсоюза «Полоцкая ветвь» организовано и проведено более тридцати республиканских творческих семинаров по стихосложению и художественной прозе, пять республиканских научно-практических конференций, а с его непосредственным участием — четыре круглых стола по проблемам современной белорусской литературы.
Ряд членов Беллитсоюза «Полоцкая ветвь» является лауреатами различных региональных, республиканских и международных литературных конкурсов и обладателями разных литературных премий. В их числе Андрей Курейчик
, Олег Зайцев, Алёна Занковец (Минск), Александр Раткевич, Леонид Волков, Раиса Антоневич, Александра Семеня (Полоцк), Михаил Шнитко (Полоцк), Александр Морозов (Смолевичи), Тамара Кейта-Станкевич (Пинск), Андрей Шуханков, Владимир Мантуш, Марина Шуханкова (Новополоцк), Юрий Палевич, Михаил Ворожцов, Леонид Чеботарёв, Александр Супей (Бобруйск), Ольга Гардей (Могилёв), Елена Басикирская (Миоры), Сергей Мороз (Гомель) и другие.
Среди членов организации два профессора — Александр Гугнин (Новополоцк) и Вадим Салеев (Минск). А писатель Олег Зайцев — действительный член Крымской литературной академии.
Беллитсоюзом «Полоцкая ветвь» организовано и проведено восемь республиканских литературных состязаний «Турнир поэтов», победители которых награждены дипломами и ценными подарками.
С 2014 года стартовал основанный Белорусским литературным союзом «Полоцкая ветвь» ежегодный Международный литературный фестиваль «Славянская лира».

## Авторы Беллитсоюза «Полоцкая ветвь»
Анкудинова, Валентина Гиляровна
Антоневич (Лукашевич) Раиса Константиновна
Бесперстых, Анатолий Павлович
Бурдыко Татьяна Георгиевна
Волков, Леонид Николаевич
Гугнин, Александр Александрович
Дацкевич, Иван Трофимович
Дорошко, Татьяна Михайловна
Зайцев, Олег Николаевич

Занковец, Алёна Николаевна
Конышев, Фёдор Васильевич
Литвинова, Наталья Всеславовна
Матвеев, Евгений Алексеевич
Низковский, Павел Васильевич
Римский, Геннадий Васильевич

Салеев, Вадим Алексеевич
Фурсова, Татьяна Петровна